# چوب‌استخوانی اروپایی
استریا کارپینیفولیا (نام علمی: Ostrya carpinifolia) نام یک گونه از تیره توسکایان است.